# Philip Martin
Pour les articles homonymes, voir Martin.
Philip Martin est un réalisateur de séries télévisées et scénariste britannique, surtout connu pour avoir réalisé la série Wallander, deuxième adaptation des romans de l'écrivain suédois Henning Mankell.

## Biographie
Martin a réalisé le téléfilm dramatique Hawking (2004), qui a reçu un prix au British Academy Television Awards, et a été nommé « le meilleur téléfilm de l'année ». Il a reçu également un prix aux BAFTA pour la série télévisée Suspect numéro 1 (2006), et en 2008 un prix aux Emmy Awards pour les deux premiers épisodes de la première saison de Wallander.
Philip a aussi écrit et réalisé le documentaire Double Helix: The DNA Years pour la chaîne BBC Films en 2004.
Il réalise en 2008 le téléfilm dramatique Einstein et Eddington. Puis, en 2009, il adapte en un seul épisode le roman Le Crime de l'Orient-Express d'Agatha Christie, pour la douzième saison de la série Hercule Poirot. Cet épisode a été diffusé à la télévision aux États-Unis en juillet 2010.

## Filmographie

### Cinéma
- 2012 : Japan in a Day (documentaire)
- 2014 : L'Affaire Monet (The Forger)
- 2024 : Scoop

### Télévision

#### Séries télévisées
- 1999 / 2002 : Horizon (2 épisodes)
- 2006 : Suspect numéro 1 (Prime Suspect) (saison 1, épisode 2)
- 2008 : Les Enquêtes de l'inspecteur Wallander (Wallander) (saison 1, épisodes 1 et 3)[2]
- 2009 : Hercule Poirot (Agatha Christie's Poirot) (saison 12, épisode 4)
- 2012 : Birdsong (saison 1, épisodes 1 et 2)
- 2013 : Tunnel (The Tunnel) (saison 1, épisode 7)
- 2016 - 2017 : The Crown (7 épisodes)
- 2019 : Catherine the Great (4 épisodes)
- 2022 : Night Sky (3 épisodes)
- 2024 : The Agency (2 épisodes)

#### Téléfilms
- 2004 : Hawking
- 2004 : Double Helix: The DNA Years (documentaire)
- 2005 : Bloodlines
- 2006 : The Girls Who Came to Stay
- 2008 : Einstein et Eddington
- 2010 : Mo

### Producteur
- 2002 : Horizon (1 épisode)

#### Producteur exécutif
- 2016 - 2023 : The Crown (21 épisodes)
- 2022 : Night Sky (8 épisodes)

### Scénariste
- 2004 : Double Helix: The DNA Years de lui-même (documentaire)